# Wenbishan
Wenbishan (kinesiska: 文笔山) är ett berg i Kina. Det ligger i provinsen Yunnan, i den sydvästra delen av landet, omkring 78 kilometer sydost om provinshuvudstaden Kunming. Toppen på Wenbishan är 2 200 meter över havet, eller 272 meter över den omgivande terrängen. Bredden vid basen är 8,9 km.
Wenbishan är den högsta punkten i trakten. Runt Wenbishan är det ganska tätbefolkat, med 134 invånare per kvadratkilometer. Närmaste större samhälle är Lufu, 10,8 km nordväst om Wenbishan. I omgivningarna runt Wenbishan växer i huvudsak blandskog.
Genomsnittlig årsnederbörd är 1 007 millimeter. Den regnigaste månaden är juni, med i genomsnitt 216 mm nederbörd, och den torraste är januari, med 12 mm nederbörd.